# Морська авіація

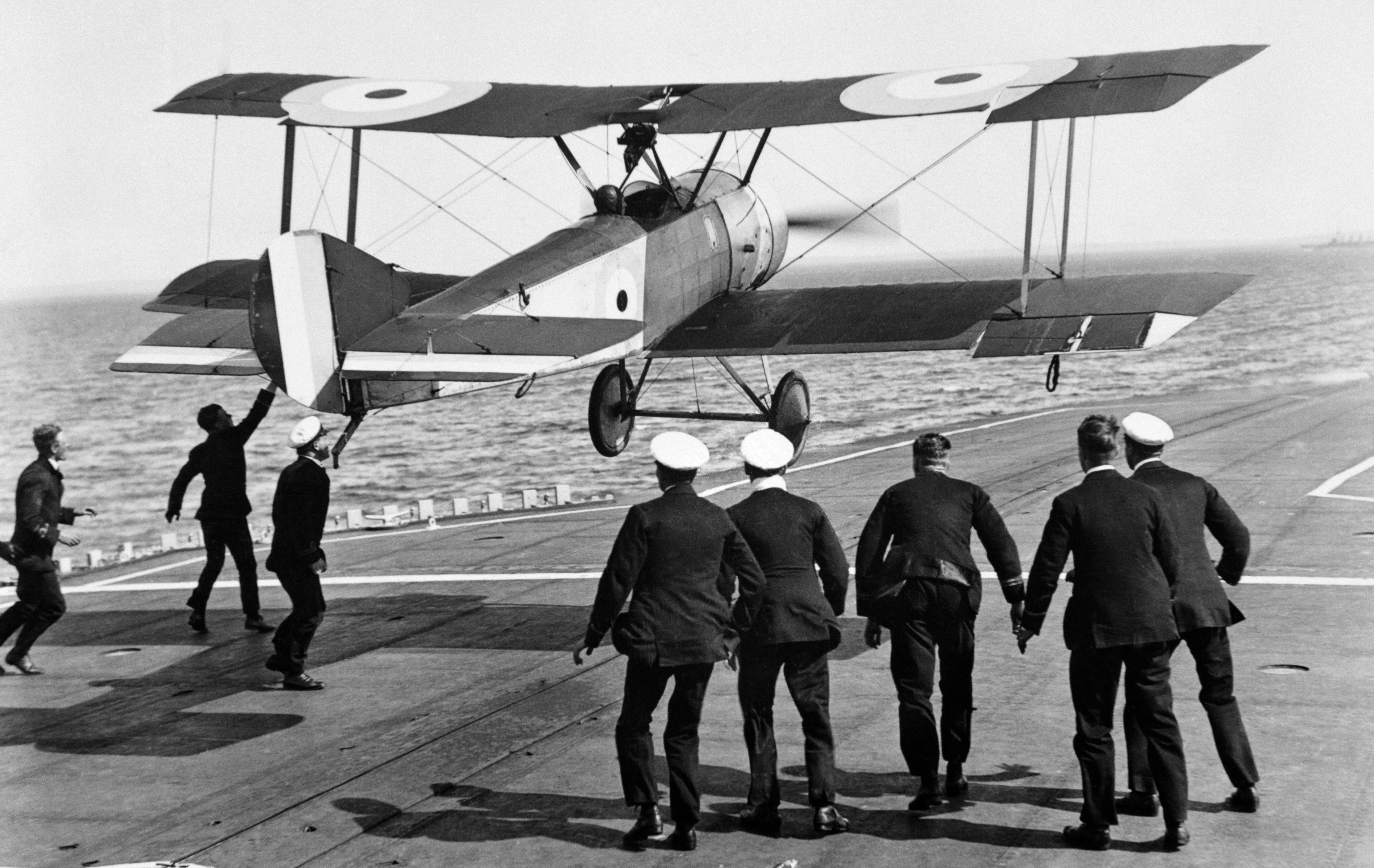
Перший зліт літака з борту «Ф'юріос». 7 серпня 1917

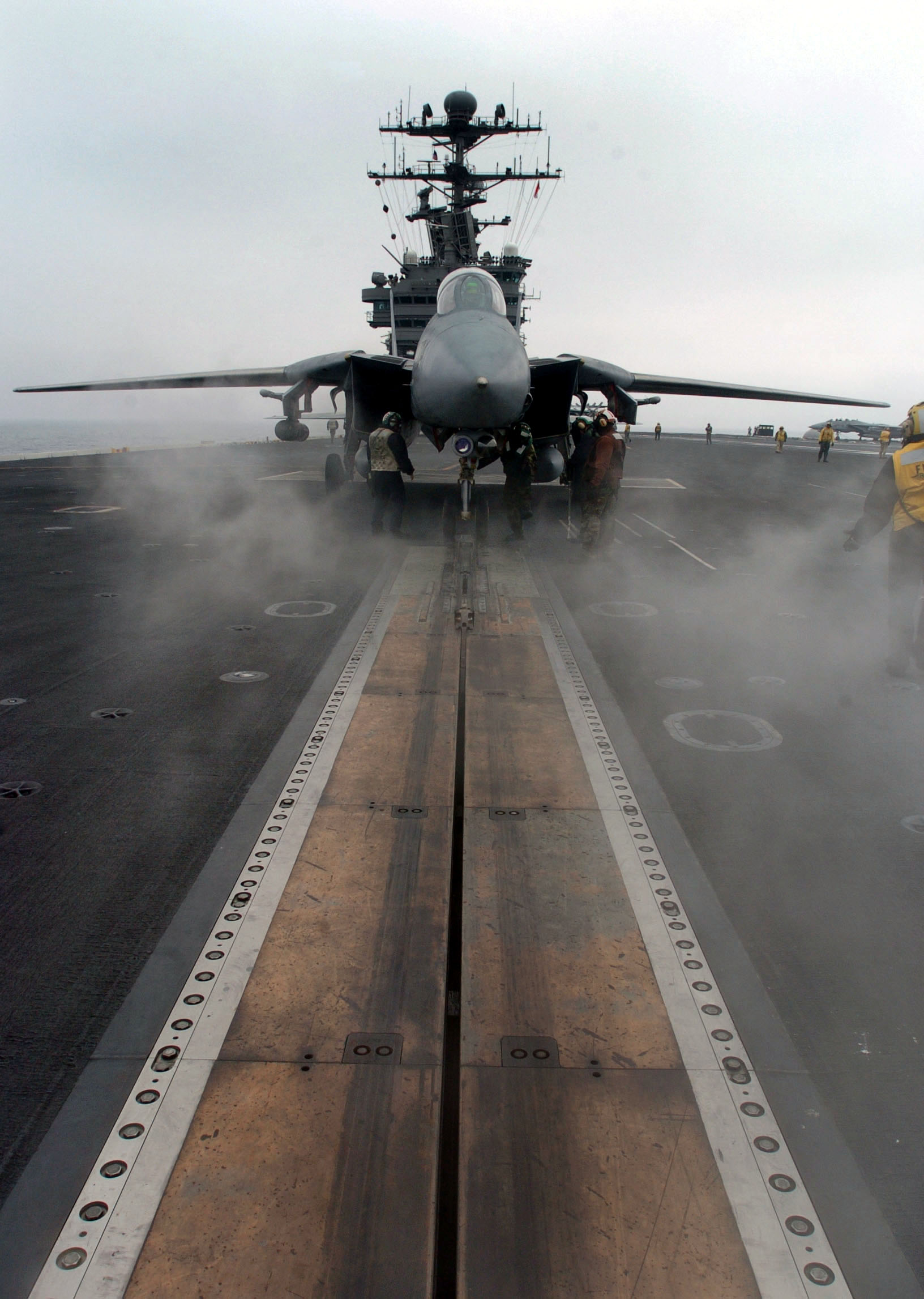
Палубний літак F-14D. Військово-морські сили США.

Військо́во-морська́ авіа́ція (або Морська́ авіа́ція) — складова частина військово-морських сил держави. Призначена для знищення військових кораблів угрупувань, конвоїв, десантів противника в морі і в базах, пошуку і знищення його підводних човнів, порушення його системи спостереження і управління силами на театрі воєнних дій, прикриття угрупувань своїх кораблів, ведення розвідки, видачі цілевказань на користь застосування зброї силами ВМС і вирішення інших завдань.

## Історія

### Перша світова війна
Уперше авіація в бойових діях на морі застосовувалася в Першу світову війну, і її вплив на хід боротьби на морі оцінювався досить високо. Вона виконувала повітряну розвідку, коригування артилерійського вогню при стрільбі надводних кораблів по берегових об'єктах, завдавала ударів по надводних кораблях і військово-морських базах, а також вела боротьбу з авіацією супротивника. З метою збільшення радіуса дії літаків у морі в російському й іноземному флотах використовувалися авіатранспорти (попередники сучасних авіанесучих кораблів). Вони мали на борті кілька гідролітаків, які спускалися з корабля на воду для зльоту й піднімалися на корабель із води після посадки.
Перші підрозділи морської авіації у Росії було сформовано в складі Балтійського й Чорноморського флотів в 1912–1914. В 1915–1916 на озброєння надійшли вітчизняні літаючі човни М-5 і М-9 Д. П. Григоровича, що відрізнялися високими для того часу літними характеристиками. Усього до початку 1917 російська морська авіація мала у своєму складі 269 літаків. Регулярні частини радянської морської авіації було створено в 1918, вони брали участь у Громадянській війні, взаємодіючи з кораблями й військами в боях під Петроградом, на Балтиці, Чорному морі, на ріках Волга, Кама, Північна Двіна й Онезькім озері. У 20-х рр. морська авіація перейшла на єдині із сухопутною авіацією форми організаційної структури. Її розвиток здійснювався в загальному єдиному процесі розвитку ВПС. Специфічність бойового призначення й тісний зв'язок морської авіації з флотом вимагали реорганізації її керівництва. В 1935 з'єднання й частини морської авіації було виведено з ВПС РСЧА і включено у ВМС РСЧА.
З утворенням 1 січня 1938 Наркомату ВМФ визначилося становище морської авіації як одного з основних напрямків сил флоту. Морська авіація на першому етапі називалась ВПС ВМФ, а надалі — авіацією ВМФ. У середині 30-х рр. було створено ВПС Балтійського, Чорноморського, Тихоокеанського й Північного флотів. Незадовго до початку Другої світової війни з'явилися нові класи й підкласи літаків: штурмовики, торпедоносці, пікіруючі бомбардувальники. У зв'язку з цим створюються й нові роди сил морської авіації — штурмова й мінно-торпедна авіація. Штурмова авіація призначалася для ураження живої сили й техніки, а також малих кораблів і транспортів у морі й на базах, мінно-торпедна — для знищення великих надводних кораблів (переважно в морі), конвоїв і для постановки активних мінних загороджень.
У Великій Британії, Японії й США морська авіація входила до складу флотів на правах самостійного роду сил. У період між світовими війнами у складі морської авіації іноземних держав відбулися значні зміни, у тому числі й у співвідношеннях між різними родами авіації. Кількісно склад авіації за цей період виріс у більшості країн у 2 рази, якісні ж зміни йшли насамперед по лінії поліпшення льотно-тактичних властивостей різних типів літаків, у першу чергу збільшення швидкості, тривалості й висоти польоту, підвищення потужності бомбового, торпедного, мінного й вогневого залпу, поліпшення маневрених і літних якостей літаків. Швидкість польоту літаків збільшилася більш ніж в 2,5 рази, практична стеля, бомбовий (торпедний, мінний) залп і тривалість польоту зросли в 1,5 рази. Торпедоносці мали горизонтальну швидкість польоту 225—275 км/год, стелю 4000-5000 м, гарну маневреність й озброювалися 350-мм або 450-мм торпедою масою 600—1000 кг. Збільшилися швидкість і стеля винищувальної авіації до 350—400 км/год й 8-10 тисяч м відповідно. Винищувачі озброювалися кулеметами (2-4) і гарматами (1-2).

### Друга світова війна
У Другій світовій війні морська авіація була однією з головних ударних сил на морських театрах воєнних дій. Дії морської авіації з авіаносців дозволили не тільки підвищити динаміку й ефективність збройної боротьби на морі, але й поширити повітряну й мінну загрозу на великі простори океанських і морських театрів. До початку Великої Вітчизняної війни на озброєнні авіації радянського ВМФ складалися далекі торпедоносці-бомбардувальники (ДБ-3, ДБ-ЗФ), бомбардувальники (СБ, ТБ-3, Ар-2), винищувачі (І-15біс, І-16, І-153, Як-1, МіГ-1), гідролітаки (МБР-2, Че-2). Усього в складі авіації ВМФ було 2 824 бойові літаки. У ході війни відбулося її переозброєння. Основними типами літаків стали торпедоносці й бомбардувальники Ту-2 і Іл-4, пікіруючі бомбардувальники Пе-2, штурмовики Іл-2, Іл-10, винищувачі Як-3, Як-7, Як-9, Ла-5, Ла-7.
У ході Другої світової війни морська авіація радянських збройних сил брала активну участь у розв'язанні бойових завдань, покладених на ВМФ, залучалася до виконання завдань командування на сухопутних фронтах. Льотчики морської авіації за роки війни зробили понад 380 тисяч бойових вильотів, скинули на ворога понад 40 тисяч тон бомб й 1371 торпеду, виставили 2428 мін, потопили 778 і пошкодили 800 кораблів з десятками тисяч солдатів й офіцерів противника й сотнями тисяч тонн різних вантажів, що становить 2/3 від загальної кількості потоплених й ушкоджених кораблів супротивника всім ВМФ СРСР; збили в повітряних боях і знищили на аеродромах близько 5500 літаків противника. У серпні 1941 р. морські льотчики під командуванням Є. І. Преображенського завдали перших ударів по Берліну. Найважливішими принципами застосування морської авіації були концентрація зусиль на головних напрямках і по найважливіших об'єктах, економія сил, раптовість завдавання ударів, скритність підготовки дій. У роки війни 57 з'єднань і частин морської авіації нагороджено орденами, 25 частин стали гвардійськими, 259 льотчикам присвоєно звання Героя Радянського Союзу, п'ятеро визнано гідними цього звання двічі (Б. Ф. Сафонов, В. И. Раков, І. В. Лодочкін, И. Г. Степанян, А. Е. Мазуренко). З більш ніж 500 таранів, зроблених радянськими льотчиками, 38 належать льотчикам морської авіації
Після війни на озброєння авіації ВМФ СРСР стали надходити реактивні літаки-торпедоносці Мул-28 і Ту-14, реактивні винищувачі Міг-15, Міг-17, Міг-19, а також гідролітаки Бе-6. Створюються нові роди авіації ВМФ — протичовнова й морська ракетоносна. Розвиток авіації ВМС провідних закордонних країн спрямовано на підвищення швидкості й стелі літальних апаратів, збільшення вогневої моці й удосконалювання радіотехнічного устаткування. У своєму складі авіація ВМС цих країн нараховувала до кінця 80-х рр. понад 10 000 літаків і вертольотів. Підрозділи авіації ВМС призначено головним чином для наступальних бойових дій на морі самостійно або у взаємодії з підводними човнами й надводними кораблями, а також для ударів по берегових об'єктах і сприяння сухопутним військам на приморських напрямках.
Морська авіація Росії організаційно складається із ВПС флотів, що є оперативними об'єднаннями, авіаційних з'єднань, окремих авіаційних частин і підрозділів. У США й Великій Британії авіація ВМС за оперативною організацією підрозділяється на авіацію флотів й оперативних з'єднань, за повсякденною організацією — на корабельну, авіацію морської піхоти й берегового базування (патрульна). Ці ланки авіації ВМС складаються з авіаційних крил, авіаційних груп, ескадрилей і загонів (ланок).
У 80-х рр. майже у всіх країнах чітко визначилася тенденція до спеціалізації — створення літаків і вертольотів для розв'язання цілком визначених завдань на морі. Тому на озброєння морської авіації більшості країн приймаються спеціально створені пошуково-ударні системи для боротьби з підводними човнами, ударні системи для ураження надводних кораблів і літаків, протимінні — для пошуку й тралення мін, розвідувальні системи для з'ясування морської обстановки тощо. У розвитку морської авіації намітилася тенденція повсюдного проникнення її на різні надводні кораблі й судна забезпечення. Корабельна авіація в тому або іншому вигляді перебуває на озброєнні практично всіх надводних кораблів водотоннажністю від 3-4 тисяч т. Цьому сприяють значні вдосконалення вертольотів і літаків з вертикальним (укороченим) зльотом і посадкою, які роблять морську авіацію ще потужнішою силою флоту. Сучасна морська авіація відрізняється універсальністю, маневреністю, мобільністю. Вона може вирішувати завдання як самостійно, так і у взаємодії з іншими силами в складних метеорологічних умовах удень і вночі, у широкому діапазоні висот і швидкостей польоту.

## Класифікація військово-морської авіації
До складу морської авіації входять:
- морська ракетоносна,
- протичовнова,
- розвідувальна,
- штурмова авіація корабельного і наземного базування, а також підрозділи і частини військово-транспортних літаків і підрозділи іншого призначення.

Організаційно складається з ВПС флотів, включає частини і підрозділи берегового і корабельного базування, а також частини, підрозділи і служби забезпечення.
ВПС флотів в спеціальному відношенні підпорядковуються начальникові авіації ВМФ. У збройних силах деяких країн називається авіацією ВМС (авіацією флоту). До складу її входять базова патрульна авіація, а також штурмова, винищувальна, розвідувальна і спеціального призначення (дального радіолокаційного стеження, радіоелектронної боротьби тощо).
У ВМС США, крім цього, є авіація Корпусу морської піхоти.